# Pilocrocis citrina
Pilocrocis citrina là một loài bướm đêm trong họ Crambidae.